# ローマスAC
ローマス・アトレティック・クルブ（西: Lomas Athletic Club）は、アルゼンチンのブエノスアイレス州ローマス・デ・サモーラに本拠地を置くスポーツクラブである。

## 概要
1891年に創設された、アルゼンチンに現存するもっとも古いスポーツクラブのひとつである。当初はクリケット、ラグビー、サッカーをプレーしていた。ブエノスアイレス南部郊外のローマス・デ・サモーラを拠点としている。
1899年には、ブエノス・アイレスFC、ベルグラーノAC、CAロサリオなどと共に、現在のアルゼンチンラグビー協会（UAR）の前身となるリバープレートラグビー協会（River Plate Rugby Union）を設立した。同年に創設されたリバープレートラグビー協会選手権（トルネオ・デ・ラ・URBAの前身）の初代王者でもある。
サッカーチームは、アルムニAC、ベルグラーノACと共にアルゼンチンサッカー黎明期における偉大なチームのひとつとされており、1893年から1898年の間にプリメーラ・ディビシオンを5回制した。その後弱体化していき1909年に解散した。
現在は、ラグビー、クリケット、フィールドホッケー、テニス、ゴルフ、ローンボウルズの各競技チームを所有している。
ローマスACは各競技協会の設立メンバーとしても知られており、アルゼンチンラグビー協会、アルゼンチンクリケット協会、アルゼンチンアマチュアホッケー協会、アルゼンチンテニス協会、アルゼンチンゴルフ協会の設立に携わった。

## 歴史

### クラブ創設
イングランド人のアルゼンチン移民が行なわれたのは、19世紀にアルゼンチンがスペインから独立してからである。他の民族のアルゼンチン移民とは異なり、イングランド人移民は貧困や迫害によって母国を離れたわけではなく、実業家や大土地所有者としてアルゼンチンにやってきた。イングランド人は定住地に到着するとクラブを設立することがあり、1891年3月15日にはブエノスアイレスの南部郊外にあるローマス・デ・サモーラにローマス・アカデミーAC（ローマス・アカデミー・アトレティック・クルブ）が設立された。設立メンバーはジョン・カウズ、トーマス・ドッズ（初代会長）、ジェイムズ・ギブソンである。同年8月にはキルメスとの間で初めてラグビーの試合が行なわれ、ゴールキックで2点を挙げたローマスACが勝利した。ローマス・アカデミーACはローマス・アカデミー・スクールの校長であるR・L・グッドフェロウとW・W・ヘイワードによって支援され、2年後にはローマスAC（ローマス・アトレティック・クルブ）に名称変更した。当時行なっていたスポーツはクリケット、ラグビー、サッカー、ゴルフ、テニスであり、ヘイワードは生徒にサッカーを教えた。ローマスACは2つのグラウンドを持っており、そのうちのひとつはクリケットとテニスのために使用し、もうひとつはラグビーが独占的に使用した。1892年には鉄道駅から2ブロック離れた場所にグラウンドを移転し、1897年にはアレナレスとアルベルティの土地を取得して移転した。現在でもこの土地に所在している。

### ラグビーチーム

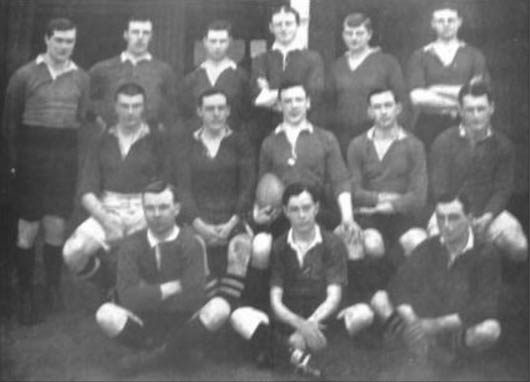
1913年のラグビーチーム

1899年に、ブエノス・アイレスFC、ベルグラーノAC、CAロサリオなどと共に、ローマスACはリバープレートラグビー協会（アルゼンチンラグビー協会の前身）の設立メンバーとなり、同年に創設されたリバープレートラグビー協会選手権（トルネオ・デ・ラ・URBAの前身）では初代王者にも輝いている。
ローマスACでは、1890年代にはサッカーチームが栄華を誇ったが、1909年にサッカーチームが解散して以降はラグビーチームがクラブの顔となった。1913年には2回目のリーグ優勝を果たした。1910年代後半にCAサン・イシドロ（CASI）が台頭してくるまでは、リーグ創設メンバーでもあるブエノス・アイレスFC、ローマスAC、ベルグラーノAC、CAロサリオの4クラブでタイトルをほぼ独占している。

### サッカーチーム（1909年解散）

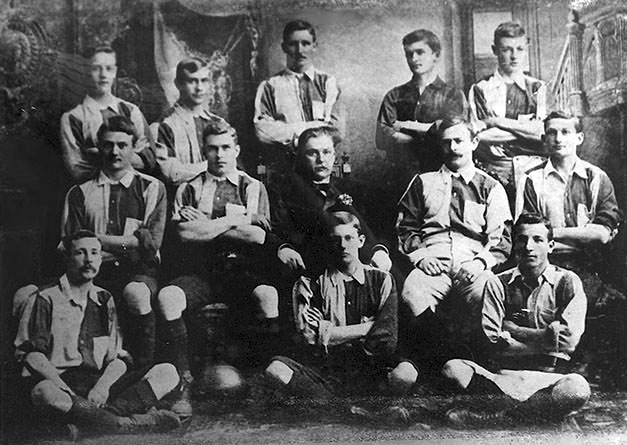
1893年のアマチュアリーグで優勝したサッカーチーム

1880年代にスコットランド人のアレクサンダー・ワトソン・ハットン博士がアルゼンチンに到着し、ブエノスアイレス英語学校を設立して生徒にサッカーを教えた。ハットン博士は「アルゼンチンサッカーの父」と呼ばれており、この英語学校のチームが後にアルムニACとなった。1893年2月21日、ハットン博士を会長としてアルゼンチンサッカー協会（AFA）が設立され、同年、アルゼンチンサッカー界初の公式大会としてプリメーラ・ディビシオンが創設された。ローマスACは1893年シーズンに初代王者に輝くと、続く1894年シーズン、1895年シーズン、1897年シーズン、1898年シーズンでも優勝した。この間の5シーズンで60試合を戦って46勝を挙げた。
1895年、ローマスACはファーストチームとは別に、ローマス・アカデミーという名称の別チームをプリメーラ・ディビシオンに登録し、1895年シーズンにはファーストチームに次ぐ2位となった。1896年シーズンにはローマス・アカデミーが優勝、ローマスACのファーストチームが2位となり、結果的に1893年シーズンから6シーズン続けてローマスACに関わるチームが優勝した。ローマス・アカデミーが出場した公式大会は1895年シーズンと1896年シーズンのみであり、記録は残っていないが、1896年シーズンの優勝後すぐに解散したとされている。通常、ローマス・アカデミーが獲得したタイトルは、ローマスACの優勝回数にはカウントされない。
サッカーチームはわずか17シーズンの歴史で5回優勝し、2013年時点でもリーグ優勝回数では9位にランクインしている。1909年のプリメーラ・ディビシオンでは、18試合でわずか1勝（勝ち点8）しか挙げられず、最下位でセグンダ・ディビシオン（2部）に降格した。CAサン・イシドロには1-7で、アルムニACには1-8で大敗している。サッカーチームが最後に出場した大会はコパ・デ・コンペテンシア・ジョッキー・クルブであり、1909年7月9日のCAエストゥディアンテス戦（0-18）を最後にチームは解散した。この18点差での敗北は、アマチュアリーグ時代・プロリーグ時代を通じて、最大得点差試合として現在も記録に残っている。

### クリケットチーム

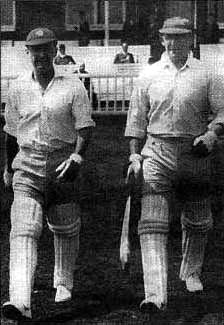
1948-49シーズンに優勝したクリケットチーム

1912年、クラブ所有のクリケットグラウンドでファースト＝クラス・クリケットの試合が行なわれ、クリケットアルゼンチン代表が遠征中のメリルボーン・クリケット・クラブ（イングランド）に2ウィケットで勝利した。このグラウンドで行なわれたファースト＝クラス・クリケットの試合はこの1試合のみである。20世紀中にはアメリカ州選手権・南米選手権の各試合が行なわれた。このグラウンドは現在も使用されている。

### フィールドホッケーチーム
1930年代以降は、ラグビーチームに代わりフィールドホッケーチームがローマスACの顔となった。フィールドホッケーチームはプリメーラ・ディビシオンで17回優勝しており、直近の優勝は2006年である。

## ユニフォーム
|                    |
| サッカー 1891-1897 |

|               |
| サッカー 1893 |

|                    |
| サッカー 1897-1909 |

|          |
| ラグビー |

|                    |
| フィールドホッケー |

## タイトル

### ラグビー
- トルネオ・デ・ラ・URBA : 2回

1899, 1913

### サッカー
- プリメーラ・ディビシオン : 5回[注 2]

1893, 1894, 1895, 1897, 1898

### クリケット
- プリメーラ・ディビシオン : 21回

1897-98, 1899-00, 1901-02, 1917-18, 1922-23, 1947-48, 1948-49, 1951-52, 1962-63, 1964-65, 1972-73, 1977-78, 1978-79, 1979-80, 1990-91, 1994-95, 2000-01, 2002-03, 2003-04, 2009-10, 2012-13

### フィールドホッケー女子
- メトロポリターノ・プリメーラ・ディビシオン : 17回

1938, 1977, 1979, 1983, 1984, 1985, 1986, 1989, 1991, 1992, 1993, 1996, 1997, 2001, 2003, 2005, 2006